# Salon (India)
Salon è una suddivisione dell'India, classificata come nagar panchayat, di 13.166 abitanti, situata nel distretto di Raebareli, nello stato federato dell'Uttar Pradesh. In base al numero di abitanti la città rientra nella classe IV (da 10.000 a 19.999 persone).

## Società

### Evoluzione demografica
Al censimento del 2001 la popolazione di Salon assommava a 13.166 persone, delle quali 6.754 maschi e 6.412 femmine. I bambini di età inferiore o uguale ai sei anni assommavano a 2.188, dei quali 1.128 maschi e 1.060 femmine. Infine, coloro che erano in grado di saper almeno leggere e scrivere erano 6.523, dei quali 3.873 maschi e 2.650 femmine.